# Șintereag
Șintereag è un comune della Romania di 3855 abitanti, ubicato nel distretto di Bistrița-Năsăud, nella regione storica della Transilvania.
Il comune è formato dall'unione di 7 villaggi: Blăjenii de Jos, Blăjenii de Sus, Caila, Cociu, Șieu-Sfântu, Șintereag, Șintereag-Gară.